# Motatán (khu tự quản)
Motatán là một khu tự quản thuộc bang Trujillo, Venezuela. Thủ phủ của khu tự quản Motatán đóng tại Motatán. Khự tự quản Motatán có diện tích 115 km2, dân số theo điều tra dân số ngày 21 tháng 10 năm 2001 là 14263 người.